# Dendrobium von-paulsenianum
Dendrobium von-paulsenianum là một loài thực vật có hoa trong họ Lan. Loài này được A.D.Hawkes mô tả khoa học đầu tiên năm 1957.